# سرای حاج کریم
سرای حاج کریم مربوط به دوره قاجار است و در اصفهان، میدان امام، بازار بزرگ، بازار نیم آور واقع شده و این اثر در تاریخ ۱۷ اسفند ۱۳۸۱ با شمارهٔ ثبت ۷۶۳۳ به‌عنوان یکی از آثار ملی ایران به ثبت رسیده است.